# Kasteel Landsberg (Ratingen)
Kasteel Landsberg is een kasteel op het grondgebied van de Duitse stad Ratingen. Het kasteel, dat vlak bij Kasteel Hugenpoet in Essen ligt, maar aan de andere kant van de gemeentegrens, werd in de dertiende eeuw op een over de Ruhr uitkijkende rotspunt gebouwd. In het begin van de twintigste eeuw woonde de industrieel August Thyssen in het kasteel.

## Beschrijving
Het kasteel ligt op een over de Ruhr uitkijkende bergrug. De ingang van het ommuurde kasteel bevindt zich, ingesloten tussen de bergfried en het woonhuis, in het zuiden, aan de van de Ruhr afgekeerde zijde. Een lage remise verbindt het woonhuis met een ronde toren in het noorden.

## Geschiedenis
Het kasteel werd in de tweede helft van de dertiende eeuw gebouwd door Adolf V van Berg om de brug over Ruhr in Kettwig te beschermen. De eerste kasteelheer was Philipp von Werden, wiens nakomelingen zich Ridder van Landsberg noemden. Het kasteel bestond in deze tijd uit een ommuurde bergfried met een woongebouw.
Na de Dertigjarige Oorlog werd het kasteel tot een renaissancekasteel omgebouwd. Daarbij werd op de fundamenten van het oude woongebouw een nieuw herenhuis gebouwd, met daarnaast een nieuwe, langwerpige woonvleugen met twee verdiepingen. 
In de achttiende eeuw stierf de familie Landsberg in mannelijke lijn uit. Sigismund von Bevern, die door zijn huwelijk met Anna Wilhelmina van Landsberg in het bezit van het kasteel was gekomen, liet een kasteeltuin in Engelse landschapsstijl aanleggen.
In 1825 werd het kasteel door de familie Von Bevern verkocht. De nieuwe eigenaar verkocht het twaalf jaar later aan Alexander von Landsberg-Velen zu Steinfurt, een telg uit een andere tak van de familie Landsberg. 
In 1903 werd het kasteel, samen met de omliggende bossen, gekocht door grootindustrieel August Thyssen, die het tot een representatief woonhuis ombouwde, en er tot zijn dood in 1926 woonde. Daarna werd het eigendom van de August-Thyssen-Stichting Slot Landsberg, een familiestichting van de familie Thyssen, die het nog steeds in bezit heeft.

## Gebruik
Sinds 1986 wordt het kasteel gehuurd door ThyssenKrupp (tot 1999 Thyssen), dat er seminars en andere bijeenkomsten houdt.